# Обикновен явор
Обикновеният явор (Acer pseudoplatanus) е дърво от семействo Sapindaceae.

## Описание
Яворът е висок до 40 m. Разпространен е поединично в средния планински пояс в сенчести гори между 1200 и 1400 m надморска височина. Особено характерни са листата му, които са до 17 cm дълги длановидно нарязани с 5 или 7 дяла до дълбочина не повече от средата на петурата. Дяловете завършват без осилче. Пъпките са масленозелени със специфичен зелен кант по ръба на люспата. Плодовете са симетрични крилатки под остър ъгъл една спрямо друга, а семето е изпъкнало.

## Галерия
- Пъпка
- Цвят
- Поник със семедели
- Кора
- Младо дърво, Сакар планина